# 주자이거우 풍경구
주자이거우(구채구, 중국어 간체자: 九寨沟, 정체자: 九寨溝, 병음: Jiǔzhàigōu)는 중국 쓰촨성 북부의 아바 티베트족 창족 자치주에 있는 자연보호 구이다．1992년 유네스코 세계자연유산에 등록되었다．

## 개요
주자이거우는 석회질의 민산산맥 중, 해발 2000m ~ 3400m에 이르는 100개 이상의 연못이 이어져 있는 천혜의 카르스트 담수 호수지대이다. 산골짜기는 Y자 모양으로 분기되고 있고, 민산산맥에서 흘러나온 물이 폭포를 만들어 계단식 밭 위에 호수와 늪에 연결된다. 물은 투명하고, 산맥에서 흘러든 석회석 성분이 연못 아래 침전되어 낮에는 청색, 저녁에는 오렌지 등의 다채로운 독특한 색을 보여준다. 또 계곡을 통해 운반된 부엽토에 식물이 자라는 독특한 경관을 보인다. 자이언트판다의 서식지로도 유명하다．태를 유지하고 있는 것도 이국적인 경관에 한몫을 하고 있다．
티베트족 등 소수 민족의 거주지로서도 알려져 있고, 주자이거우(九寨沟, 구채구)라는 이름도 티베트인의 마을이 9개 있는 산골짜기에서 유래한 것이다. 1970년대에 이곳에서 일하던 티베트인 삼림 벌채 노동자에 의해 우연히 발견되었다.

## 관광
자연보호를 위해 부근의 개발이 제한되고，하루 입장자도 제한되고 있지만 중국에서 손꼽히는 인기 관광지 중의 하나이다．원래는 청두로부터 출발하여, 10시간 동안 약 450km를 가야하는 육로가 유일한 접근 수단이었지만，2003년 주자이거우 황룽 공항(주자이거우까지 83km，황룽까지 52km)이 새로 설치되었기 때문에，공항으로부터 약 1 시간 반만에 도달이 가능해졌다.

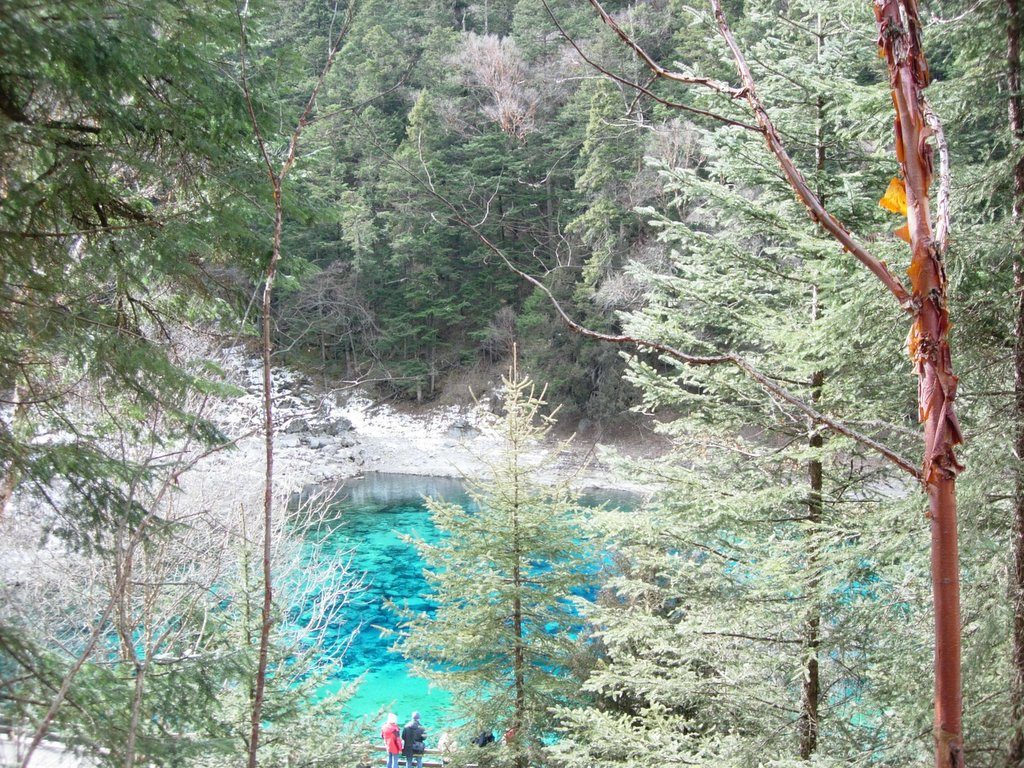
오채지

단지 주자이거우 황룽 공항은 해발 3500m의 고지에 있기 때문에, 심장병이나 고혈압 등의 지병을 갖는 사람은 주의가 필요하다. 공항 대합실 내에는 산소흡입 장치도 있어, 유료로 사용도 가능하다．또 구채구도 2000m의 해발이고, 관광객이 도달할 수 있는 가장 해발이 높은 지점은 해발 약 3200m의 장해의 전망대이니 고산병에 대한 대책이 필요하다. 구채황용 공항은 기상조건에 따라 빈번하게 비행 스케줄이 흐트러지기 때문에 항로를 이용한 경우는 여유를 가지고 넉넉하게 일정을 설계한다.
4월 중순 ~ 11월초까지가 성수기이고, 특히 중국의 대형 연휴인　5월초와 10월초는 혼잡을 이루 말할 수 없다. 겨울에 눈이 쌓이기도 하지만, 연중 베이스는 운영하고, 연중 관광은 가능하다. 다만, 겨울에서 봄까지는 담수량이 적고, 폭포의 수량이 줄어들어 일부 호수의 수량도 줄어든다. 계절해라고 불리는 일부 호수는 완전히 물이 말라버리는 경우도 있다. 동계에는 산책로도 눈이 쌓이고, 봄에는 산불 예방을 위해 입산 금지가 되고 있다. 여름에는 꽤 강우량이 많아 우산은 필히 휴대하여야 한다. 최성수기에는 아침이라도 인원수가 차면, 게이트에서 잘려서 입장을 하지 못하는 경우도 있다.

## 주요 경관
구채구의 대표적인 관광 명소 중 하나인 황룽은 평균고도 해발 약 3500m의 고산지대에 위치하며 이 일대 방해석으로 인해 생성된 연못이 독특한 경관을 보여주는 곳이다. 황룽 풍경구로 지정된 곳의 총 면적은 약 22km이며 설산과 협곡,원시림,푸른색의 연못을 황룽의 '사대절경'으로 꼽는다.
그 중에서도 석회암으로 만들어진 3400여 개의 크고 작은 연못 풍경을 으뜸으로 친다. 계단식으로 끝없이 이어진 수많은 연못들이 물의 깊이와 바닥에 퇴적된 광물성분,햇빛의 양과 각도에 따라 다양한 빛깔을 연출한다. 황룽의 특이한 연못들이 빚어내는 장관이 가장 아름다운 곳은 오채지이다. 해발 3,552m 자리잡고 있어 계곡 전체를 관망할 수 있다.
전망대에서 시시각각으로 빛깔이 달라지는 수많은 연못들을 관람할 수 있으며, 오채지 보다는 낮은 지대에 위치한 쟁염채지도 관광객들이 주로 찾는다. 형형색색의 연못들로부터 '아름다운 겨루는 색깔 연못'이라는 이름이 유래했다.
- 일칙구(日則溝)
  - 원시삼림(原始森林); 3,060m
  - 경해(鏡海); 2390m
  - 천아해(天鵝海); 2,905m
  - 방초해(芳草海); 2,910m
  - 전죽해(箭竹海); 2,618m

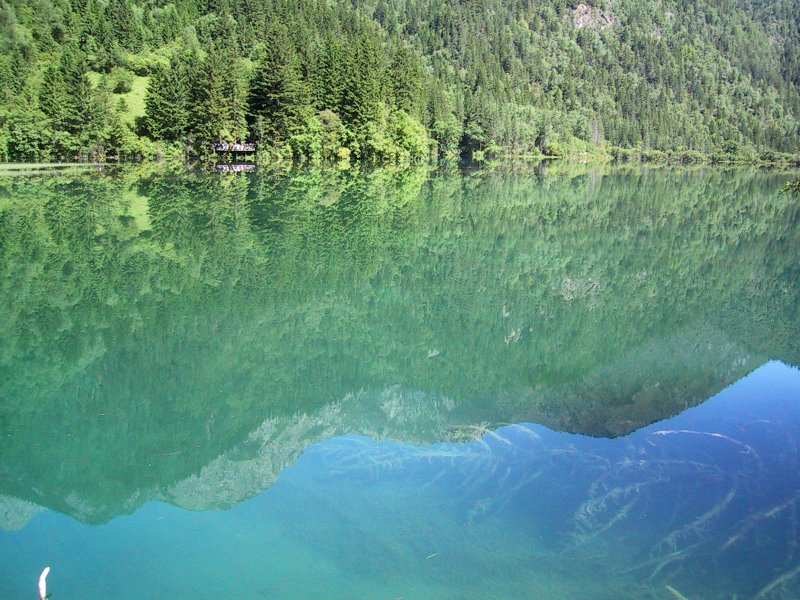
경해

  - 웅묘해 폭포(熊貓海瀑布); 2,592m
  - 웅묘해(熊貓海); 2,587m
  - 오화해(五花海); 2,472m
  - 진주탄(珍珠灘); 2,433m
  - 진주탄폭포(珍珠灘瀑布); 3,433m

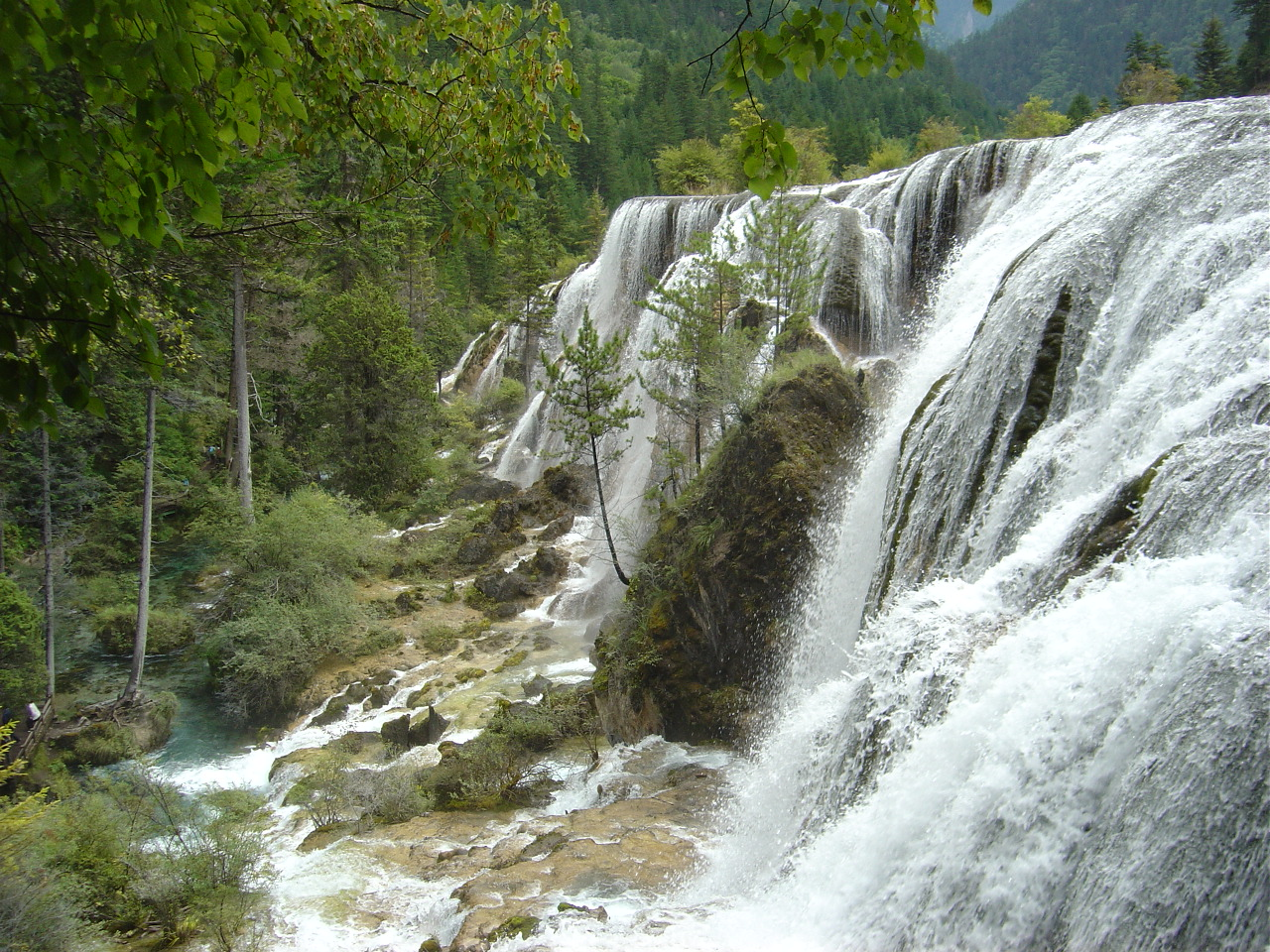
진주탄 폭포

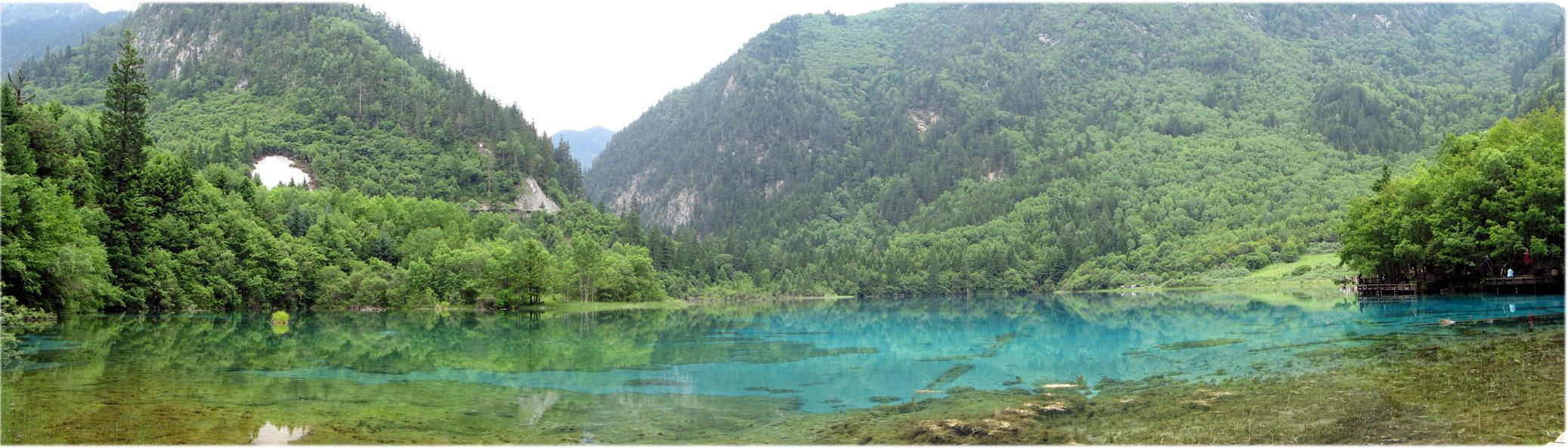
여름의 오화해 전경

  - 공작하도(孔雀河道)
  - 낙일랑폭포(諾日朗瀑布)

- 수정구(樹正溝)
  - 화화해(火花海); 2,187m
  - 서우해(犀牛海); 2,315m
  - 노호해(老虎海); 2,298m
  - 수정군해(樹正群海)
  - 수정폭포(樹正瀑布); 2,298m
  - 수정채(樹正寨)
  - 와룡해(臥龍海)
  - 쌍룡해(雙龍海)
  - 노위해(蘆葦海); 2,140m
  - 분경탄(盆景灘)

- 칙사와구(則查窪溝)
  - 장해(長海); 3,060m
  - 오채지(五彩池); 2,995m
  - 상계절해(上季節海)
  - 중계절해(中季節海)
  - 하계절해(下季節海)
  - 칙사와채(則查窪寨)

## 같이 보기
- 중국세계유산